# Seis variaciones en fa mayor (Mozart)
Las Seis variaciones en fa mayor, K. 54/Anh. 138a/547b son una composición para piano de Wolfgang Amadeus Mozart, escrita en Viena, antes del 10 de julio de 1788. La obra consta de un tema original y cinco variaciones.

## Vinculación con laSonata para piano en fa mayor, KV 547a
Estas variaciones constituyen una obra llena de incógnitas para los investigadores. Aunque durante mucho tiempo se tuvo como auténtica, al menos en cierto grado, y a pesar de la existencia del autógrafo parcial de uno de los movimientos, las piezas de que consta son muy raras veces discutidas en la literatura mozartiana y aún menos frecuentemente grabadas.
La obra fue publicada por primera vez por Breitkopf und Härtel en el mismo volumen que la Sonata para piano en fa mayor (KV 547a). Ludwig von Köchel no asoció nunca estas variaciones con esa sonata de dos movimientos, y los ubicó en la sección principal de su catálogo de las obras de Mozart como KV 54. Según Otto Jahn, Köchel fechó las variaciones en 1768, tomando en consideración su «forma ligera», que lo único que mostraba de particular era el buen gusto en la ornamentación del tema.
Paul Waldersee, en la segunda edición del Catálogo Köchel, pasó las variaciones de la sección principal al apéndice, dándoles el número KV Anh. 138a, ya que eran una transcripción del tercer movimiento de la Sonata para violín n.º 36 (KV 547). Las variaciones fueron publicadas nuevamente por Breitkopf und Härtel en 1799.
A principios del siglo XX apareció un autógrafo de las variaciones, en las cuales se observaba que la sexta variación había sido arrancada de la partitura en el tercer compás, faltando así los quince últimos compases; por otra parte, la cuarta variación había sido eliminada. Alfred Einstein consideró que no había duda de que el propio Mozart había transcrito los dos primeros movimientos, ya que «todos los pequeños cambios [que presentan las variaciones] son la mejora de un maestro». Einstein consideró que Mozart transcribió las variaciones para formar con ellas el tercer movimiento de una sonata, afirmando que esta adaptación se llevó a cabo en 1790 o 1791, ya que no se publicó en vida de Mozart.
En la Neue Mozart-Ausgabe, las variaciones se ubicaron en el apéndice; Kurt von Fischer escribió en el informe crítico de la edición que la primera impresión de las variaciones la realizó Artaria en 1795, lo que llevaría a pensar que difícilmente pudieron ser compuestas por Mozart.
En la sexta edición del Catálogo Köchel, los tres movimientos de la sonata se incluyeron en la misma sección, pero se separaron los dos primeros movimientos (que mantuvieron la numeración KV 547a) de las variaciones (ahora numeradas KV 547b). Los editores consideraron que el rondó de la sonata era definitivamente el último movimiento, por lo que las variaciones tenían que ser una obra aparte; para apoyar esta afirmación, argumentaron que la sonata presentaba características distintas de las de las variaciones.
En la edición de Neue Mozart-Ausgabe de 1985, editada por Wolfgang Plath y Wolfgang Rehm, se decidió no incluir la sonata (KV 547a), al considerar que nos existían pruebas suficientes como para admitir su autenticidad.